# گمینا ژگوچینا
گمینا ژگوچینا (به لهستانی:  Gmina Żegocina) یک گمینا در لهستان است که در شهرستان بوخنگا واقع شده‌است. گمینا ژگوچینا ۳۵٫۲۳ کیلومتر مربع مساحت و ۵٬۰۶۹ نفر جمعیت دارد.